# Lothar von Richthofen
Lothar-Siegfried Freiherr von Richthofen (født 27. september 1894, død 4. juli 1922) var et tysk flyver-es, som deltog i 40 sejre under 1. verdenskrig. Han var yngre bror af "Den røde baron", Manfred von Richthofen, som også var flyver-es i den tyske armé. Han var desuden fætter af Wolfram von Richthofen, som senere blev generalfeltmarskal i Luftwaffe.
Han døde den 4. juli 1922 ved et flystyrt i sin LVG C.VI i Fuhlsbüttel på grund af et motorsvigt.